# The Crocodile Hunter: Collision Course
The Crocodile Hunter: Collision Course es una película australiana de 2002 de comedia y aventura basada en la serie The Crocodile Hunter, protagonizada por Steve Irwin y Terri Irwin. La película fue lanzada a los teatros en los Estados Unidos por Metro-Goldwyn-Mayer.

## Trama
En el espacio exterior, un satélite estadounidense explota y una de las últimas piezas restantes, una baliza, cae hacia la Tierra, donde aterriza en Australia, solo para ser tragada por un cocodrilo. En la CIA, el agente Buckwhiler y el director adjunto Reynolds revelan que, en las manos equivocadas, la baliza puede cambiar el equilibrio de poder en el mundo, por lo que envían a los agentes Robert Wheeler y Vaughn Archer a Australia para recuperar la baliza. El director del departamento, Ansell, también contrata en secreto a un operativo propio, Jo Buckley, para ir a buscar la baliza antes que Wheeler y Archer, para que Ansell pueda tomar el trabajo de Reynolds.
En Australia, la bestia que se tragó la baliza vive en un río al lado de la casa de Brozzie Drewitt, una detestable dueña de una estación de ganado que está tomando la situación en sus propias manos para matar a la bestia por aprovecharse de su ganado. Debido a esto, el Departamento de Fauna y Pesca envía a uno de sus trabajadores, Sam Flynn, a la casa de Drewitt. Sam intenta convencer a Brozzie de que contrate a algunos profesionales para reubicar al animal, en lugar de que lo mate, lo cual es ilegal. A pesar de las palabras de Flynn, Brozzie intenta matar a la bestia más tarde esa noche, solo para fallar.
Mientras tanto, el cazador de cocodrilos Steve Irwin y su esposa Terri están filmando un documental sobre "lo menos adorable de la vida silvestre de Australia" cuando Flynn los contrata para reubicar a la bestia que ha estado molestando a Brozzie. Steve consigue con éxito poner a la bestia en su bote. Wheeler y Archer están cerca usando tecnología GPS para rastrear la baliza. Cuando los dos agentes ven a Steve y Terri pasar a toda velocidad en su bote con la bestia que se tragó la baliza a bordo, están convencidos de que los Irwin tienen la baliza. Llamaron a la CIA, quienes creen que los Irwin planean usar la baliza para pagar una expansión multimillonaria al zoológico de Australia. Steve y Terri suben a la bestia en una caja y la colocan en la parte trasera del camión para conducir rumbo a un nuevo sistema fluvial. Wheeler y Archer los siguen desde atrás, y cuando Wheeler se sube a la parte superior del camión de los Irwin, Steve cree que son cazadores furtivos que persiguen a la bestia. Steve sube al techo y, después de una breve pelea a puñetazos, logra derribar a Wheeler del camión. Cuando los Irwin llegan al río, Steve abre la caja de la bestia y descubre que la bestia había defecado. En el excremento, Steve ve un objeto de metal brillante (la baliza) que él confunde como un juguete para niños descartado incorrectamente. Steve y Terri ubican con éxito a la bestia en el río Thomson, pero Wheeler y Archer vuelven a aparecer en un bote, decididos a conseguir la baliza. Jo Buckley aparece en un ultraligero y arroja cartuchos de dinamita sobre el bote de Wheeler y Archer, destruyéndolo y tirando a los dos agentes en el río. Steve cree que él y Terri están atrapados en medio de una "guerra de cazadores furtivos" y, no queriendo que la dinamita lastime a la bestia recién reubicada, saca una cuerda del bote y ata el avión, lo que hace que se estrelle en el río y aparentemente mata a Buckley. Resulta que Buckley sobrevivió y nada a la orilla para informarle a Ansell a través de una llamada telefónica que no pudo recuperar la baliza. Ansell le informa a Buckley que está huyendo de la CIA y la policía por contratarla para la misión. La policía lo encuentra y es arrestado por sus crímenes, terminando la llamada telefónica.
Debido al fracaso de Wheeler y Archer para recuperar la baliza, la CIA decide que es hora de tomar medidas drásticas y llaman al presidente de los Estados Unidos para solicitar permiso para usar helicópteros militares para volar a Australia y obtener la baliza. Steve está terminando su documental lanzando la baliza en el aire, cuando llegan los helicópteros militares. Steve les entrega la baliza, revelando que toda la situación fue un malentendido y, a cambio, la CIA envió a Wheeler y Barcher a trabajar en el zoológico como voluntarios.  

## Reparto
| Personaje         | Actor original  | Actor de doblaje       | Actor de doblaje |
| ----------------- | --------------- | ---------------------- | ---------------- |
| Steve Irwin       | Steve Irwin     | Carlos Becerril        | Gabriel Pareja   |
| Terri Irwin       | Terri Irwin     | Pilar Escandón         | Cristina Soler   |
| Director Ansell   | Steven Vidler   | Bardo Miranda          |                  |
| Director Reynolds | Steve Bastoni   | Alfonso Ramírez        |                  |
| Vaughan Archer    | Kenneth Ransom  | Benjamín Rivera        |                  |
| Jo Buckley        | Kate Beahan     | Ishtar Sáenz           |                  |
| Brozzie Drewitt   | Magda Szubanski | Loretta Santini        |                  |
| Sam Flynn         | David Wenham    | Idzi Dutkiewicz        |                  |
| Presidente Bush   | Timothy Bottoms | Carlos Aguila          |                  |
| Insertos          | N/D             | Juan Alfonso Carralero |                  |

## Taquilla
La película hizo más de $28.4 millones en la taquilla estadounidense, con una recaudación de $33 millones en todo el mundo.